# Tomba d'Adam
La Tomba d'Adam és un túmul del Neolític, situat a Alton Barnes (Wiltshire), al sud-oest d'Anglaterra. Durant el període anglosaxó també se'l va anomenar Woden's Burg («turó de Woden»). Està catalogat com a monument antic i àrea arqueològica del Regne Unit.

## Descripció
Aquest túmul és del mateix tipus que els que es troben a la zona Severn-Cotswold (a prop de riu Severn i dels Cotswolds), de fet està situat a dalt d'un turó dels Cotswolds anomenat Walker's Hill. La Tomba d'Adam està situada en una regió on abunden els túmuls neolítics. Aquest tipus de túmul consisteixen generalment en un moviment de terres amuntegades formant una mena de trapezi damunt d'una cambra funerària; l'aspecte resultant exterior és un túmul allargat.
La Tomba d'Adam va ser excavada parcialment per l'arqueòleg John Thurnam el 1860. La cambra de l'interior està feta de blocs de pedra sorrenca (sarsen), té 0,9 m de fondària i contenia restes de quatre esquelets humans. En el lloc també es va trobar una punta de fletxa. Segons els arqueòlegs, la forma que actualment té el túmul, erosionat amb el pas dels anys, és la d'un pit de terra que fa 70 metres de perímetre i 7 metres d'alçada, amb dos solcs a cada costat llarg del trapezi orientats de sud-est a nord-oest. Cap a l'extrem sud-est hi ha dues pedres grans, que són conegudes popularment amb els noms: El Vell Adam i La Petita Eva. La col·locació d'aquestes pedres fan pensar que eren l'entrada a un vestíbul de la cambra funerària.

## Fets històrics i llegendaris
Segons la llegenda el túmul és la tomba d'un gegant i el seu esperit volta per la rodalia. El nom més antic, però, és el que es feia servir en l'època anglosaxona, quan li deien Wodnesbeorg (el Turó de Woden) i en la Crònica anglosaxona s'esmenten dues batalles que van passar en aquest lloc, l'una el 592 entre Ceawlin rei anglosaxó de Wessex i els britans i l'altra el 715 en què va lluitar Ceolred de Mèrcia amb Ine de Wessex. S'ha suggerit que tingui alguna mena de relació amb Avebury, potser ambdues construccions les va fer la mateixa ètnia.